# 타원궤도 가스행성
타원궤도 가스행성은 모항성을 매우 높은 이심률을 그리면서 공전하는 외계 가스 행성이다.

## 개념
태양계의 행성들은 태양을 거의 원에 가까운 궤도를 그리면서 도는데, 그 중 이심률이 가장 큰 수성조차도 이심률은 0.1밖에 되지 않는다. 그러나 지금까지 발견된 외계 행성들 중 2/3에 가까운 비율이 이심률 0.2 이상의 크게 찌그러진 궤도를 그리면서 돌고 있다. 뜨거운 목성의 발견과 함께 이처럼 왜곡된 궤도를 그리는 계외 천체가 많다는 사실은 종전의 태양계 행성 이론을 재검토하게 만들었다.
뜨거운 목성들과 같이 타원궤도 가스행성은 지구와 비슷한 암석 행성이 생겨날 가능성을 막는다. 그 이유는 목성과 같이 무거운 행성은 시간이 충분할 경우 지구 정도 질량의 행성을 행성계 밖으로 날려 버리기 때문이다. 현재 우리 은하에 있는 모든 항성들 중 약 7퍼센트가 이 타원궤도 가스행성을 거느리고 있는 것으로 알려져 있다. 이들의 존재는 뜨거운 목성들보다 더 흔하다.

## 발견 역사
타원궤도 가스행성의 존재가 최초로 입증된 때는 1996년이다. 바로 전 해에 페가수스자리 51이 평범한 항성 주위를 도는 최초의 외계 행성으로 기록되었지만, 타원궤도 가스행성은 페가수스자리 51과는 달리 이심률이 크며 어머니 항성으로부터의 거리도 제법 떨어져 있었다.
백조자리 16이나 처녀자리 70의 주위를 도는 행성 이심률은 0.5가 넘기 때문에 행성이 아니라 갈색 왜성으로 간주하는 학설도 있었다. 그러나 이후 발견된 이심률 큰 천체들은 목성과 비슷한 질량을 지니고 있었다. 이후 타원궤도 가스행성은 외계 행성의 전형으로 널리 인정받게 되었다.

## 궤도 형성에 관한 이론
태양계의 행성들은 원에 가까운 궤도를 돌고 있는 데 반해 이들 타원궤도 가스행성들의 이심률이 큰 이유로, 컴퓨터 시뮬레이션에 의한 궤도 진화 양상의 연구 결과가 있다.
모든 행성계는 처음 탄생했을 때는 원에 가까운 궤도를 돌고 있지만, 거대 가스 행성이 3개 이상 생겨날 경우 어느 정도 시간이 경과하면 궤도가 일그러지기 시작하여 가스 행성 중 하나는 행성계 바깥으로 날아가 버리며, 남은 2개의 가스 행성도 이심율이 매우 큰 궤도를 이루게 된다고 한다.
이는 세 개의 행성 사이에 공전 중 서로 에너지가 교환되면서 특정 행성에 에너지가 집중되기 때문이다. 이 현상은 거의 예외 없이 일정한 기간을 넘으면 발생하지만 거대 가스 행성이 2개 이하인 경우(우리 태양계가 여기에 해당한다), 이 '일정한 기간'은 일반적인 항성의 수명보다 훨씬 더 길기 때문에 실질적으로 안정된 원궤도를 계속 유지할 수 있는 것으로 보인다. 따라서 태양계는 반영구적으로 모든 행성들이 안정적인 원궤도를 지속한다는 연구 결과도 나와 있다.
이외에도 행성과 원시 행성계 원반이 중력적으로 작용하여 행성 궤도가 망가진다는 이론도 있는데, 이 경우 이심률 0.4가 넘는 극단적인 경우를 설명할 수 없다는 문제점이 있다. 쌍성계에 속한 행성의 경우 짝별의 중력 때문에 궤도가 일그러졌을 가능성이 있으나, 문제는 쌍성계가 아닌 홑별 주위를 도는 타원궤도 행성들이 대부분이라는 것이다.

## 참고 문헌
1. 1 2  井田茂 (2007). 《系外惑星》. 東京大学出版会. p30～p36쪽.
2. ↑  Peter Goldreich & Re'em Sari (2003). “Eccentricity Evolution for Planets in Gaseous Disks”. The Astrophysical Journal.[깨진 링크(과거 내용 찾기)]
3. ↑  Re'em Sari & Peter Goldreich (2004). “Planet-Disk Symbiosis”. The Astrophysical Journal.
4. ↑  Matthew Holman, Jihad Touma & Scott Tremaine (1997). 《Chaotic variations in the eccentricity of the planet orbiting 16 Cygni B》. 네이처.

- The Extrasolar Planets Encyclopaedia : Interactive Extra-solar Planets Catalog